# Krajowy Integrator Płatności
Krajowy Integrator Płatności – spółka działająca w charakterze krajowej instytucji płatniczej nadzorowanej przez Komisję Nadzoru Finansowego. KIP SA jest właścicielem systemu szybkich płatności internetowych Tpay (wcześniej Transferuj.pl) umożliwiającego dokonywanie i przyjmowanie natychmiastowych płatności za produkty i usługi zakupione w kanale internetowym. Firma od założenia reprezentuje w 100% polski kapitał i zajmuje się tworzeniem kompleksowych rozwiązań płatniczych.

## Historia
System płatności internetowych był rozwijany od kwietnia 2007 roku. Od czerwca 2008 roku tworzony był przez firmę Brachia - Agaciński, Działak, Grochowina SJ i w 2010 roku został udostępniony publicznie dla odbiorców płatności w wersji produkcyjnej. W 2011 roku zespół Tpay stworzył pierwszy w Polsce panel transakcyjny dla płatności mobilnych, a także System Zasileń Kont Wirtualnych "SZKWał", umożliwiający dokonywanie klientom ponownych płatności z tym samym tytułem i dowolną kwotą.
Po przekształceniu w 2012 roku całości spółki w KIP SA, system płatności Tpay jest dalej rozwijany jako marka Krajowego Integratora Płatności S.A.
W listopadzie 2014 roku Komisja Nadzoru Finansowego na swoim 239 posiedzeniu jednogłośnie zezwoliła Krajowemu Integratorowi Płatności S.A. na świadczenie usług w charakterze krajowej instytucji płatniczej.

## Produkty spółki
- Tpay (wcześniej Transferuj.pl) – system szybkich płatności internetowych obsługujący sklepy internetowe. W ramach metod płatności dostępne są: przelewy internetowe, e-transfery, karty płatnicze, płatności odroczone oraz płatności mobilne za pomocą kodów QR, systemu BLIK[4] i SMS premium[5]. System umożliwia pełną automatyzację przyjmowania płatności i bezzwłoczną realizację zamówień.
- Fastpass[6] by Tpay - aplikacja mobilna umożliwiająca przyjmowanie płatności mobilnych za pomocą BLIKA za pomocą kodu generowanego przez aplikację banku klienta.
- System Zasileń Kont Wirtualnych „SZKWał” – system przeznaczony dla podmiotów przyjmujących duże ilości wpłat od swoich stałych klientów. Dzięki wykorzystaniu zdefiniowanych przelewów możliwe jest doładowywanie swojego konta bez przechodzenia przez proces zamówienia. Użytkownicy bankowych aplikacji mobilnych mogą dzięki temu zasilić swoje środki w każdym miejscu i czasie, bez dostępu do komputera. System jest wykorzystywany m.in. przez największe przedsiębiorstwa polskiej branży bukmacherskiej – eFortuna.pl oraz STS.pl a także system rowerów miejskich Nextbike (w tym między innymi Veturilo i City by Bike)[7]

## Wygaszone produkty spółki
- RockPay – mobilna galeria handlowa – aplikacja mobilna umożliwiająca stworzenie własnego sklepu mobilnego w ramach istniejącej platformy. Dzięki wykorzystaniu najpopularniejszych rozwiązań, udostępnienie mobilnym klientom oferty swojego sklepu nie wymaga skomplikowanych i czasochłonnych integracji[8]. Platforma jest wykorzystywana przed pomioty, które nie chcą rozwijać własnej aplikacji mobilnej.
- Serwis eHat.me – narzędzie do zbiórek pieniężnych w sieci oraz płatności grupowych. Serwis umożliwia organizowanie zbiórek pieniężnych (prywatnych i publicznych) a następnie dokonywanie wpłat przez użytkowników. eHat.me nie posiada wielu ograniczeń charakterystycznych dla portali crowdfundingowych i jest skierowany do wszystkich osób pragnących zgromadzić potrzebne fundusze lub dokonać rozliczeń za wcześniej wyłożone środki[9].